# 中村博生
中村 博生（なかむら ひろお、1958年〈昭和33年〉10月9日 - ）は、日本の政治家。熊本県八代市長（3期）。元熊本県議会議員、元八代市議会議員。

## 来歴
熊本県旧八代市出身。熊本県立小川工業高等学校卒業。1979年3月、中九州短期大学卒業。同年、株式会社中村組に就職。1991年、同社の代表取締役に就任。
1998年から旧八代市議会議員を2期務める。2002年、熊本県議会の補欠選挙に出馬し当選。県議を4期務める。
自由民主党八代地域支部などから八代市長選挙への出馬要請を受け、2013年7月に県議を辞職。同年9月1日に行われた同市長選挙に自民党と公明党の推薦を得て無所属で出馬。現職の福島和敏を破り、初当選した。9月4日、市長就任。